# Седалищный нерв
Седа́лищный нерв (лат. Nervus ischiadicus) — нерв крестцового сплетения. Образован волокнами LIV, 'LV, SI—SIII нервов.

## Описание
Является самым толстым нервом не только крестцового сплетения, но и всего тела. Образован всеми корешками крестцового сплетения. На выходе через щель грушевидной мышцы седалищный нерв расположен латеральнее всех нервов и сосудов, проходящих через седалищное отверстие, и ложится между большой ягодичной мышцей с одной стороны и близнецовыми, внутренней запирательной мышцами и квадратной мышцей бедра — с другой, практически по середине линии, проведённой между седалищным бугром и большим вертелом бедренной кости. Ещё до выхода через щель от седалищного нерва отходит суставная ветвь к капсуле тазобедренного сустава.

## Строение
Выйдя из-под нижнего края большой ягодичной мышцы, седалищный нерв располагается в области ягодичной складки близко к широкой фасции бедра, располагаясь между нею и большой приводящей мышцей. В нижней половине бедра он располагается между полуперепончатой мышцей медиально и двуглавой мышцей бедра латерально. Достигнув подколенной ямки в верхнем её углу, он разделяется на две ветви: более толстую медиальную — большеберцовый нерв и более тонкую латеральную — общий малоберцовый нерв.
Кроме большеберцового и общего малоберцового от седалищного нерва отходят следующий ветви:
1. Мышечные ветви (лат. Rami musculares) разветвляются в следующих мышцах:
- внутренней запирательной
- верхней близнецовой
- нижней близнецовой
- квадратной мышце бедра

Мышечные ветви отходят либо до прохождения седалищного нерва через отверстие под грушевидной мышцей, либо в его пределах. Кроме того, мышечные ветви в области бедра отходят от большеберцовой части седалищного нерва к длинной головке двуглавой мышцы бедра, полусухожильной и полуперепончатой мышцам, а также к большой приводящей мышце.
От малоберцовой части седалищного нерва мышечные ветви направляются к короткой головке малоберцовой мышцы
2. Суставные ветви отходят от большеберцовой и малоберцовой частей седалищного нерва к суставной капсуле коленного сустава.

## Повреждения и патологии
Седалищный нерв и его ветви считается самым часто повреждаемым нервом нижней конечности. Его очень часто повреждают при внутримышечных инъекциях, травмах, переломах шейки бедренной кости или  тотальном эндопротезировании тазобедренного сустава.
С седалищным нервом связаны:
- Миофасциальный болевой синдром (MPS)
- Защемление седалищного нерва
- Воспаление седалищного нерва (ишиас).